# Кнежа (община)
Вижте пояснителната страница за други значения на Кнежа.
Община Кнежа е разположена в Северозападна България и е една от съставните общини на област Плевен.

## География

### Географско положение, граници, големина
Общината е разположена в най-западната част на област Плевен. С площта си от 317,812 km2 заема 7-о място сред 11-те общините на областта, което съставлява 6,83% от територията на областта. Границите ѝ са следните:
- на изток – община Искър;
- на юг – община Червен бряг;
- на запад – община Бяла Слатина, област Враца;
- на север – община Оряхово, област Враца.

### Релеф
Преобладаващият релеф на общината е равнинен и слабо хълмист. Територията ѝ е разположена в най-източната част на Западната Дунавска равнина. През средата на общината, от югозапад на североизток протича част от средното течение на река Гостиля (ляв приток на Искър). На север и северозапад от нейната долина в пределите на общината попада участък от южната част на обширното льосово плато Равнището с надморска височина до 161,3 m. Районът южно и югоизточно от долината на реката се заема от крайните югоизточни, хълмисти части на Западната Дунавска равнина, като теренът се повишава от север на юг, а се понижава от запад на изток към долината на река Искър. Тук западно от село Еница, на границата с община Бяла Слатина се намират най-високите части на общината – до 185 m н.в., а в коритото на река Искър е най-ниската ѝ точка – 58 m н.в.

### Води
От юг на север, в най-източната част на общината, по границата с община Искър протича около 9 km от долното течение на река Искър. През средата на община Кнежа, от югозапад на североизток, в т.ч. и през общинския център преминава част от средното течение на река Гостиля (ляв приток на Искър). В югозападния ъгъл на общината е изграден големия язовир Еница, водите на който основно се използват за напояване.

## Население

### Етнически състав (2011)
Численост и дял на етническите групи според преброяването на населението през 2011 г.:
|                     | Численост | Дял (в %) |
| Общо                | 13 803    | 100,00    |
| Българи             | 11 129    | 80,63     |
| Турци               | 59        | 0,43      |
| Цигани              | 948       | 6,87      |
| Други               | 14        | 0,10      |
| Не се самоопределят | 79        | 0,57      |
| Неотговорили        | 1 574     | 11,40     |

### Населени места
Общината има 4 населени места с общо население 12 937 жители (към 7 септември 2021).
| Населено място | Население (2021 г.) | Площ на землището km2 | Забележка (старо име) | Населено място | Население (2021 г.) | Площ на землището km2 | Забележка (старо име)           |
| -------------- | ------------------- | --------------------- | --------------------- | -------------- | ------------------- | --------------------- | ------------------------------- |
| Бреница        | 1721                | 83,176                |                       | Кнежа          | 9949                | 178,162               |                                 |
| Еница          | 949                 | 33,430                |                       | Лазарово       | 318                 | 23,044                | Струпен                         |
|                |                     |                       |                       | ОБЩО           | 12937               | 317,812               | няма населени места без землища |

## Административно-териториални промени
- ПМС № 10/обн. 06.12.1943 г. – признава с. Кнежа за гр. Кнежа;
- Указ № 45/обн. 08.02.1950 г. – преименува с. Струпен на с. Лазарово;
- Указ № 163/обн. 03.07.2001 г. – отделя община Кнежа и включените в състава ѝ населени места от област Враца и я присъединява към област Плевен.

## Транспорт
През общината преминават частично 5 пътя от Републиканската пътна мрежа на България с обща дължина 72,5 km:
- участък от 19,2 km от Републикански път II-13 (от km 66,8 до km 86,0);
- началният участък от 12,6 km от Републикански път III-137 (от km 0 до km 12,6);
- участък от 28,8 km от Републикански път III-306 (от km 21,4 до km 50,2);
- последният участък от 6,2 km от Републикански път III-1304 (от km 8,8 до km 15,0);
- началният участък от 5,7 km от Републикански път III-1306 (от km 0 до km 5,7).

## Топографска карта
- Лист от карта K-35-13. Мащаб: 1 : 100 000.